# Sonet 84 (William Szekspir)

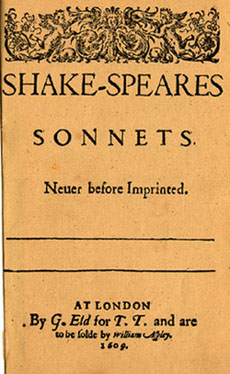
Strona tytułowa pierwszego wydania sonetów Shakespeare’a

Sonet 84 (Najwymowniejszy czy więcej rzec może) to jeden z cyklu sonetów autorstwa Williama Shakespeare’a. Po raz pierwszy został opublikowany w 1609 roku.

## Treść
Sonet ten, podobnie jak wcześniejsze utwory, opisuje liczne przymioty tajemniczego młodzieńca.
Pojawia się w nim odniesienie do rywalizującego poety, który nie szczędzi młodzieńcowi słów pochwały; podmiot liryczny jest jednak przeciwny takim działaniom, ze względu na pychę i samouwielbienie, w które wpada młody mężczyzna, słysząc tyle komplementów:

Lecz masz tę skazę, duszo najpiękniesza:
Lubisz pochwały, a to je pomniejsza.